# Квискотека
Квискотека је хрватски лиценцни квиз чији је идејни творац Лазо Голужа, најпопуларнији и најгледанији квиз у бившој СФРЈ.

## Игре
Квиз се састоји од шест игара:
- игра замки
- игра асоцијација
- игра детекције (такмичари од три тајанствене личности – Особа А, Б или Ц погађају која је права)
- игра анаграма
- игра лицитација
- игра питања и одговори (састоји се од 24 питања из опште културе).

Маскота Квискотеке зове се Квиско и њега такмичари могу уложити како би удвостручили своје поене.
Квискотека је 2006. године доживела ренесансу на малим екранима, почевши да се емитује на хрватској телевизији Нова Тв, међутим због слабог рејтинга и гледаности квиза, снимљена је само једна сезона и квиз је повучен. Водитељ квиза био је Оливер Млакар који је успешно водио и стару Квискотеку која се емитовала у СФРЈ до 1991. године (у Хрватској до 1995. године).

## Занимљивости
Најмлађи победник квиза Квискотека је Роберт Паулетић који је то постао са 15 и по година у јануару 1981. године.
Предраг Ј. Марковић је у претпоследњем циклусу квиза (1989–1990) који је емитован на простору целе СФРЈ два пута у наступима пре финала обарао рекорд квиза по броју освојених бодова (191 и 204). У финалу је за седам бодова разлике победио свог зета, Александра Саљникова, који је са најмањим бројем бодова доспео до финала.

## Квискотека у Србији
Квиз Квискотека у Србији почео је са емитовањем 21. новембра 2008. године, а завршио се 17. маја 2009. на Телевизији Фокс у продукцији куће Баш Челик која је откупила лиценцу. У улози водитеља био је водитељ телевизије Б92 Александар Матић.
Квиз је остао упамћен и по томе што се у њему нису појавила нека од 30-ак најпознатијих квиз имена, шампиона српских квизова који су незадовољни понуђеним ниским новчаним наградама које су несразмерно мале у односу на хрватску верзију Квискотеке као и друге квизове одлучили да не учествују и да бојкотују квиз.